# Astropecten duplicatus

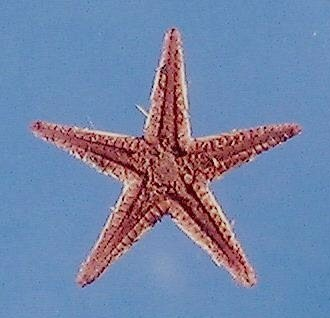
Hình ảnh của Astropecten duplicatus.

Astropecten duplicatus là tên của một loài sao biển thuộc họ Astropectinidae. Nó sinh sống ở phía đông Đại Tây Dương, biển Caribbean và vịnh Gulf của Mexico.

## Mô tả
Bình thường loài sao biển này có 5 cánh thon dài và như búp măng. Vùng rìa của nó thì có những "vảy" lớn, tạo thành hàng. Ở đó có những hạt nhỏ, cũng như là giữa hai cánh thì có một cái gai hình nón. Nhưng cái gai đó thường bị mòn. Chân ống có đầu nhọn và không có giác bám. Mặt trên thì có màu xám nhạt hoặc nâu hơi đỏ và mặt dưới thì có màu nâu nhạt hay là màu cam. Đường kính của loài sao biển này là khoảng 20 cm.

## Phân bố và môi trường sống
Astropecten duplicatus là loài bản địa của phía đông Đại Tây Dương, biển Caribbean và vịnh Golf của Mexico. Khu vực mà nó sinh sống là từ mũi Hatteras, Florida, Cuba và Bahamas đến Mexico, Colombia, Venezuela, Guyana. Tại đó, người ta thấy chúng sống ở trên cát hoặc những chất nền mềm khác cũng như là trong những bãi cỏ biển ở độ sâu khoảng 500m.

## Sinh vật học
Nó là loài săn mồi. Vào ban ngày, Astropecten duplicatus chôn mình dưới chất nền ở đáy biển. Nhưng vào ban đêm nó sẽ bắt đầu kiếm ăn. Thức ăn của nó là các loài động vật thân mềm hai mảnh vỏ và các loài thuộc lớp Chân bụng. Khi bắt được con mồi, chúng sẽ dùng cánh để đưa thức ăn đến miệng và nuốt toàn bộ. Sau đó một lúc lâu, chúng sẽ nôn ra những gì không tiêu hóa được.